# Rogan Josh

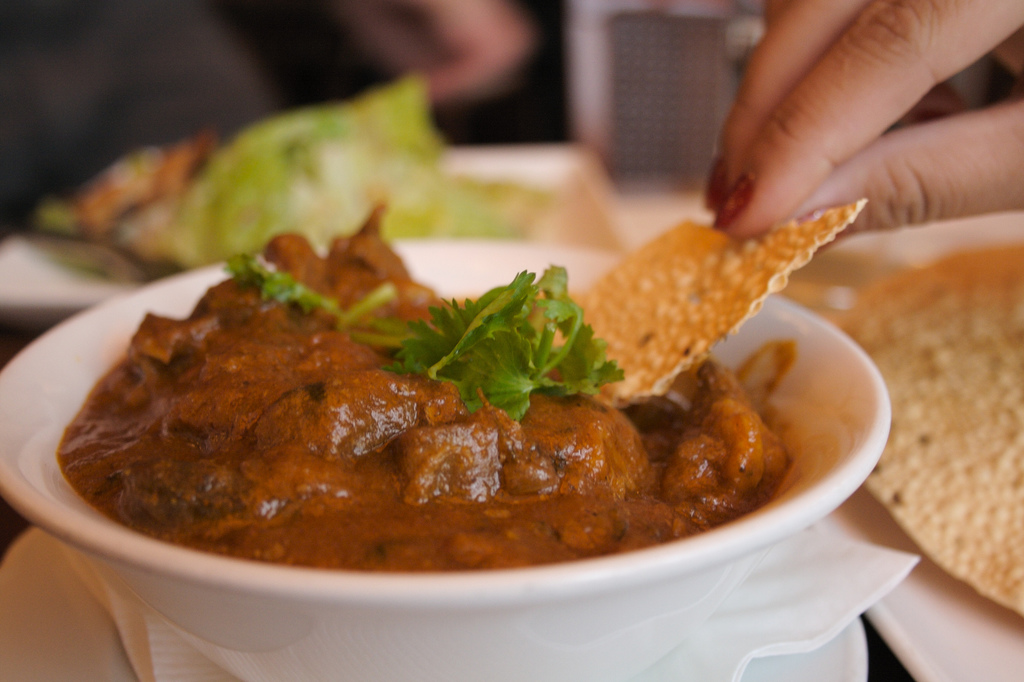
Rogan Josh (im kaschmirischen Original wird das Gericht ohne Papadam gegessen)

Rogan josh, auch roghan josh, im Persischen /rouɣændʒuːʃ/ ausgesprochen, ist ein stark gewürztes Lammgericht persischer Herkunft und eines der traditionellen Gerichte der Küche Kaschmirs. Roughan (روغن) bedeutet „geklärte Butter“ oder „Fett“ in persischer Sprache, während juš (جوش) (romanisiert josh), die Bedeutung „Intensität“ oder „Leidenschaft“ besitzt und sich letztlich von dem Verb jušidan (جوشيدن) mit der Bedeutung „erhitzen oder kochen“ herleiten lässt. Rogan josh bedeutet daher frei übersetzt „kochen mit großer Hitze in Öl“. Eine andere Interpretation führt rogan josh auf die Wörter rogan „rote Farbe“ (mit derselben indoeuropäischen Wurzel wie franz. „rouge“, span. „rojo“) und josh „Leidenschaft“ oder „Hitze“ zurück.
Rogan josh wurde in Kashmir unter den Mogul-Herrschern populär, welche ihrerseits stark von der persischen Küche beeinflusst wurden. Die Sommerhitze des indischen Flachlandes führte dazu, dass sich die Mogul-Herrscher häufig nach Kaschmir zurückzogen, wo auf Grund der hohen Lage und des Breitengrades ein kühleres Klima herrscht.

## Zutaten und geographische Verbreitung
Rogan josh ist eines der Grundgerichte der Küche Kaschmirs. Dort wurde es von den Mogul-Herrschern etabliert.
Es ist eines der Hauptgerichte des viele Gänge umfassenden Festmenüs Wazwan. Hauptzutaten des rogan josh sind Stücke geschmorten Lammfleisches in einer Sauce basierend auf angerösteten Zwiebeln oder Schalotten, Joghurt, Knoblauch, Ingwer und Gewürzen (Nelken, Lorbeer, Kardamom und Zimt). Seine charakteristische rote Farbe erhält das rogan josh durch die Zugabe von großen Mengen getrockneter Chilischoten aus Kaschmir, bei denen zur Verringerung der Schärfe vor der Verwendung die Samen entfernt werden. Diese Chilis (deren Geschmack in etwa dem des Paprikas entspricht) sind erheblich milder als der in der indischen Küche sonst übliche Cayennepfeffer.
Die Würzigkeit des Gerichtes wirkt sich eher auf den Geruch als auf die Schärfe aus, so dass das rogan josh auch für den nicht an die übermäßige Verwendung von Chili gewöhnten europäischen Geschmack geeignet ist. In manchen Varianten des Gerichtes werden zusätzlich die getrockneten Wurzeln oder Blüten der Schminkwurz verwendet, um dem Gericht eine purpurrote Farbe zu verleihen. Auch Safranfäden werden bisweilen in manchen traditionellen Varianten verwendet.
Zwischen der Zubereitung nach hinduistischer und muslimischer Tradition in Kaschmir bestehen signifikante Unterschiede: Während die Muslime praan, eine lokale Art der Schalotte mit starkem Knoblauchgeschmack und mayal, die Blätter der Celosia Cristata, einer Variante des Brandschopfes, für die Farbe und zur Milderung des scharfen Geschmackes zusetzen, verwenden Hindus weder das eine noch das andere. Kaschmirische Brahmanen essen im Unterschied zu den Brahmanen im übrigen Indien Fleisch, meiden jedoch wie diese (traditionell) Knoblauch und Zwiebeln und mischen Joghurt unter das rogan josh um einen kühlenden Effekt zu erzielen.
Obwohl das Gericht aus Jammu und Kaschmir stammt, gehört es zum Grundangebot der britischen Curryrestaurants, deren Speisekarte sich größtenteils aus Gerichten Bangladeschs zusammensetzt und ist ein Paradebeispiel für die Übernahme und Anpassung von Gerichten aus dem ehemaligen britischen Kolonialgebiet.

## Europäisierte Varianten
Während traditionelle Varianten ganze getrocknete Chili, die nach dem Einweichen in Wasser entkernt und zu einer Paste zermahlen wurden, verwendet, werden bei den europäisierten Varianten hauptsächlich kaschmirisches Chilipulver oder Mischungen aus Paprikapulver und Cayennepfeffer benützt.
Eine ebenfalls gerne in britischen Restaurants servierte Variante verwendet grünen und schwarzen Kardamom sowie Lorbeerblätter und Anis.
Obwohl dies nicht überall gebräuchlich ist, verwenden viele westliche Varianten des Gerichtes Tomaten, welche die Sauce ein wenig dünner machen und den Geschmack sowie die rote Farbe intensivieren. Dies ist insbesondere bei den zahlreichen Fertigsaucen der Fall.
In Indien wird rogan josh oft auch mit Ziegenfleisch an Stelle des Lammfleisches zubereitet, weil dieses wesentlich besser verfügbar ist. Es existiert auch eine Variante mit Rindfleisch, bei der das Bruststück bevorzugt wird.